# Liste der Einträge im National Register of Historic Places im Sheboygan County

Lage des Sheboygan County in Wisconsin

Die Liste der Einträge im National Register of Historic Places im Sheboygan County in Wisconsin führt alle Bauwerke und historischen Stätten im Sheboygan County auf, die in das National Register of Historic Places aufgenommen wurden.

## Legende
| NRHP | Historic Place    |
| HD   | Historic District |

## Aktuelle Einträge
| [ 2 ] | Name                                    | Bild                                    | Eintragsdatum        | Lage | Ort               | Beschreibung                                                                                              |
| ----- | --------------------------------------- | --------------------------------------- | -------------------- | --- | ----------------- | --- |
| 1     | American Club                           | American Club                           | 1978 ID-Nr. 78000141 | High Street 43° 44′ 23″ N, 87° 46′ 51″ W                                                                               | Kohler            | 1924 im Stil des Tudor Revival errichtetes Wellness-Hotel                                                 |
| 2     | John Balzer Wagon Works Complex         | John Balzer Wagon Works Complex         | 1993 ID-Nr. 92000028 | 818-820, 820A Pennsylvania Avenue 43° 45′ 0″ N, 87° 42′ 48″ W                                                          | Sheboygan         | 1877 im Queen-Anne-Stil errichtete Wagenbaumanufaktur                                                     |
| 3     | Thomas M. and Bridget Blackstock House  | Thomas M. and Bridget Blackstock House  | 1995 ID-Nr. 95000256 | 507 Washington Court 43° 45′ 13″ N, 87° 42′ 29″ W                                                                      | Sheboygan         | 1875 im Italianate-Stil errichtetes Wohnhaus                                                              |
| 4     | Byron                                   |                                         | 2009 ID-Nr. 09000368 | im Michigansee 43° 36′ 17,4″ N, 87° 41′ 17,4″ W                                                                        | vor Oostburg      | Im Michigansee gesunkener Schoner                                                                         |
| 5     | Cole Historic District                  | Cole Historic District                  | 1988 ID-Nr. 88002696 | 501 und 517 Monroe Street sowie 504, 508 und 516-518 Water Street 43° 43′ 43″ N, 87° 48′ 32″ W                         | Sheboygan Falls   | Fünf historische Gebäude aus dem 19. Jahrhundert                                                          |
| 6     | Downtown Churches Historic District     | Downtown Churches Historic District     | 2010 ID-Nr. 10000052 | Abgegrenzt durch Erie Avenue, North 6th Street, Ontario Avenue und North 7th Street 43° 45′ 20,9″ N, 87° 42′ 37,4″ W   | Sheboygan         | Vier Kirchen und fünf weitere Gebäude in verschiedenen Baustilen                                          |
| 7     | Downtown Historic District              | Downtown Historic District              | 1984 ID-Nr. 84000691 | Abgegrenzt durch Broadway, Monroe Street, Pine Street, Buffalo Street und Sheboygan River 43° 43′ 41″ N, 87° 48′ 43″ W | Sheboygan Falls   | 35 zwischen 1835 und 1928 in verschiedenen Baustilen errichtete Gebäude im Stadtzentrum                   |
| 8     | Elkhart Lake Road Race Circuits         | Elkhart Lake Road Race Circuits         | 2006 ID-Nr. 06000053 | County Highways J, P, JP, A und Lake Street 43° 49′ 40″ N, 88° 1′ 45″ W                                                | Elkhart Lake      | 1950 angelegte Rennstrecke                                                                                |
| 9     | Henry Store Foeste Building             | Henry Store Foeste Building             | 1995 ID-Nr. 95001063 | 522 South 8th Street 43° 44′ 57″ N, 87° 42′ 47″ W                                                                      | Sheboygan         | 1893 im neoklassizistischen Stil errichtetes Gebäude                                                      |
| 10    | Franklin Feed Mill                      | Franklin Feed Mill                      | 1985 ID-Nr. 85000792 | Franklin Road 43° 50′ 7″ N, 87° 54′ 9″ W                                                                               | Franklin          | 1856 errichtete Wassermühle                                                                               |
| 11    | Friendship House                        | Friendship House                        | 1974 ID-Nr. 74000331 | 721 Ontario Avenue 43° 45′ 18″ N, 87° 42′ 42″ W                                                                        | Sheboygan         | 1870 errichtetes Gebäude                                                                                  |
| 12    | Garton Toy Company                      | Garton Toy Company                      | 2000 ID-Nr. 00000493 | 746, 810, 830 North Water Street, 1104 Wisconsin Avenue 43° 45′ 12″ N, 87° 43′ 8″ W                                    | Sheboygan         | 1930 im Stil der Moderne errichtete Spielzeugfabrik                                                       |
| 13    | Glenbeulah Mill/Grist Mill              | Glenbeulah Mill/Grist Mill              | 1984 ID-Nr. 84000678 | Gardner Street 43° 47′ 47″ N, 88° 2′ 37″ W                                                                             | Glenbeulah        | 1857 errichtete Getreidemühle                                                                             |
| 14    | Gooseville Mill/Grist Mill              | Gooseville Mill/Grist Mill              | 1984 ID-Nr. 84000673 | Silver Creek-Cascade Road 43° 35′ 16″ N, 88° 1′ 14″ W                                                                  | Adell             | 1879 errichtetes Getreidemühle                                                                            |
| 15    | Hetty Taylor (Schiffswrack)             |                                         | 2005 ID-Nr. 05000535 | im Lake Michigan, rund 11 km südöstlich von Sheboygan 43° 41′ 0″ N, 87° 39′ 17″ W                                      | Sheboygan         | 1874 gebauter Holzfrachter; 1880 in einem Sturm gesunken                                                  |
| 16    | Hotel Laack                             | Hotel Laack                             | 1985 ID-Nr. 85003095 | 52 Stafford Street 43° 44′ 50″ N, 87° 58′ 39″ W                                                                        | Plymouth          | 1892 im Queen-Anne-Stil errichtetes Hotel                                                                 |
| 17    | Henry H. Huson House and Water Tower    | Henry H. Huson House and Water Tower    | 1980 ID-Nr. 80000196 | 405 Collins Street 43° 44′ 44″ N, 87° 58′ 34″ W                                                                        | Plymouth          | 1870 errichtetes Wohnhaus und 1885 gebauter Wasserturm; heute Bed and Breakfast                           |
| 18    | Henry and Charles Imig Block            | Henry and Charles Imig Block            | 1998 ID-Nr. 98000849 | 625-629 North 8th Street 43° 45′ 11″ N, 87° 42′ 45″ W                                                                  | Sheboygan         | 1875 im Italianate-Stil errichtetes Geschäftshaus                                                         |
| 19    | Jung Carriage Factory                   | Jung Carriage Factory                   | 1974 ID-Nr. 74000125 | 829-835 Pennsylvania Avenue 43° 44′ 59″ N, 87° 42′ 52″ W                                                               | Sheboygan         | 1885 im neuromanischen Stil errichtete Wagenmanufaktur                                                    |
| 20    | Jung Shoe Manufacturing Company Factory | Jung Shoe Manufacturing Company Factory | 1992 ID-Nr. 91001993 | 620 South 8th Street 43° 44′ 53″ N, 87° 42′ 47″ W                                                                      | Sheboygan         | 1906 im neoklassizistischen Stil errichtete Schuhfabrik                                                   |
| 21    | Kletzien Mound Group (47-SB-61)         | Kletzien Mound Group (47-SB-61)         | 1981 ID-Nr. 81000061 | Adresse nicht veröffentlicht                                                                                           | Sheboygan         | |
| 22    | Kohler Company Factory Complex          | Kohler Company Factory Complex          | 2001 ID-Nr. 01000318 | 444 Highland Drive 43° 44′ 28″ N, 87° 46′ 34″ W                                                                        | Kohler            | Gelände der 1873 gegründeten Kohler Company                                                               |
| 23    | John Michael Kohler House               | John Michael Kohler House               | 1982 ID-Nr. 82001850 | 608 New York Avenue 43° 45′ 8″ N, 87° 42′ 35″ W                                                                        | Sheboygan         | 1882 errichtetes Wohnhaus des Fabrikanten John Michael Kohler; heute Heimat der Sheboygan Arts Foundation |
| 24    | Mission House Historic District         | Mission House Historic District         | 1984 ID-Nr. 84001221 | County Highway M 43° 50′ 31″ N, 87° 52′ 44″ W                                                                          | Town of Herman    | 1888 im neugotischen Stil errichtetes College, heute als Lakeland University bekannt                      |
| 25    | Onion River Flouring Mill/Grist Mill    |                                         | 1984 ID-Nr. 84000679 | North Mill Street, am Onion River 43° 40′ 32″ N, 87° 56′ 28″ W                                                         | Waldo             | 1859 errichtete Getreidemühle                                                                             |
| 26    | Plymouth Post Office                    | Plymouth Post Office                    | 2000 ID-Nr. 00001242 | 302 East Main Street 43° 44′ 57″ N, 87° 58′ 37″ W                                                                      | Plymouth          | 1941 im Stil der Moderne errichtetes Postamt                                                              |
| 27    | Riverbend                               | Riverbend                               | 1980 ID-Nr. 80000197 | Lower Falls Road 43° 43′ 42″ N, 87° 47′ 21″ W                                                                          | Kohler            | 1921 im Stil des Tudor Revival errichtetes Gebäude                                                        |
| 28    | Charles Robinson House                  | Charles Robinson House                  | 1984 ID-Nr. 84001125 | Center Street, im Old Wade House State Park 43° 46′ 34″ N, 88° 5′ 10″ W                                                | Town of Greenbush | 1855 im Stil des Greek Revival errichtetes Wohnhaus                                                       |
| 29    | Robinson-Herrling Sawmill               | Robinson-Herrling Sawmill               | 1984 ID-Nr. 84000685 | Old Wade House State Park 43° 46′ 42″ N, 88° 5′ 8″ W                                                                   | Town of Greenbush | 1847 errichtete Sägemühle                                                                                 |
| 30    | Henry and Henriette Roth House          | Henry and Henriette Roth House          | 1993 ID-Nr. 93000337 | 822 Niagara Avenue 43° 45′ 16″ N, 87° 42′ 49″ W                                                                        | Sheboygan         | 1856 im Italianate-Stil errichtetes Wohnhaus                                                              |
| 31    | Sheboygan County Courthouse             | Sheboygan County Courthouse             | 1982 ID-Nr. 82000713 | 615 North 6th Street 43° 45′ 4″ N, 87° 42′ 31″ W                                                                       | Sheboygan         | 1933 im Stil der Moderne errichtetes Justiz- und Verwaltungsgebäude des Sheboygan County                  |
| 32    | Sheboygan Post Office                   | Sheboygan Post Office                   | 2000 ID-Nr. 00001261 | 522 North 9th Street 43° 45′ 2″ N, 87° 42′ 54″ W                                                                       | Sheboygan         | 1932 im neoklassizistischen Stil errichtetes Postamt                                                      |
| 33    | Sheboygan Theater                       | Sheboygan Theater                       | 1999 ID-Nr. 99001606 | 826 North 8th Street 43° 45′ 14″ N, 87° 42′ 47″ W                                                                      | Sheboygan         | 1928 errichtetes Theater und Kino, bekannt als Stefanie H. Weill Center for the Performing Arts           |
| 34    | Silver Lake (scow-schooner) Shipwreck   |                                         | 2013 ID-Nr. 13000128 | im Michigansee, rund 11 km nordöstlich von Sheboygan 43° 48′ 21,2″ N, 87° 34′ 41,5″ W                                  | vor Mosel         | |
| 35    | St. Patrick's Roman Catholic Church     | St. Patrick's Roman Catholic Church     | 1983 ID-Nr. 83003428 | County Highway A 43° 37′ 0″ N, 87° 55′ 49″ W                                                                           | Adell             | 1877 im neugotischen Stil errichtete katholische Kirche                                                   |
| 36    | David Taylor House                      | David Taylor House                      | 1976 ID-Nr. 76000080 | 3110 Erie Avenue 43° 45′ 10″ N, 87° 44′ 52″ W                                                                          | Sheboygan         | 1850 errichtetes Wohnhaus; heute Sheboygan County Historical Museum                                       |
| 37    | Third Ward School                       | Third Ward School                       | 1981 ID-Nr. 81000062 | 1208 South 8th Street 43° 44′ 30″ N, 87° 42′ 46″ W                                                                     | Sheboygan         | 1876–1867 im Italianate-Stil errichtetes Schulgebäude                                                     |
| 38    | I. C. Thomas Drug Store                 | I. C. Thomas Drug Store                 | 1974 ID-Nr. 74000126 | 632 North 8th Street 43° 45′ 6″ N, 87° 42′ 47″ W                                                                       | Sheboygan         | 1886 errichtetes Geschäftsgebäude                                                                         |
| 39    | Villa Laun                              | Villa Laun                              | 1982 ID-Nr. 82000714 | 402 Lake Side Park Drive 43° 49′ 27″ N, 88° 1′ 50″ W                                                                   | Elkhart Lake      | 1901 im Queen-Anne-Stil errichtetes Wohnhaus                                                              |
| 40    | Villa Von Baumbach                      |                                         | 1982 ID-Nr. 82001851 | 754 Elkhart Lake Drive 43° 49′ 48″ N, 88° 1′ 36″ W                                                                     | Elkhart Lake      | 1894 errichtetes Wohnhaus                                                                                 |
| 41    | Sylvanus Wade House                     | Sylvanus Wade House                     | 1971 ID-Nr. 71000041 | WIS 23 Ecke Kettle Maraine Drive im Old Wade House State Park 43° 46′ 36″ N, 88° 5′ 6″ W                               | Town of Greenbush | 1849 im Stil des Greek Revival errichtete Postkutschenstation mit Hotel; heute Museum                     |
| 42    | Walter B. Allen (Schiffswrack)          | Walter B. Allen (Schiffswrack)          | 2011 ID-Nr. 11000811 | im Michigansee, rund 11 km nordöstlich von Sheboygan 43° 53′ 4,8″ N, 87° 41′ 0,6″ W                                    | Mosel             | |
| 43    | Windway                                 | Windway                                 | 1988 ID-Nr. 88001149 | CTH Y 43° 46′ 6″ N, 87° 46′ 36″ W                                                                                      | Sheboygan         | 1937 errichtetes Hotel                                                                                    |
| 44    | Wolff-Jung Company Shoe Factory         | Wolff-Jung Company Shoe Factory         | 1992 ID-Nr. 91001989 | 531 South 8th Street 43° 44′ 56″ N, 87° 42′ 44″ W                                                                      | Sheboygan         | 1885 im Italianate-Stil errichtete Schuhfabrik                                                            |